# Сан у сну (пјесма)
Сан у сну (енгл. A dream within a dream) је кратка поема коју је написао познати амерички писац Едгар Алан По. Објављена је мало прије његове смрти 1849. године. Пјесма се састоји од 24 стиха која су подијељена у двије строфе.

## О Аутору
Едгар Алан По рођен је 19.јануара 1809. године. Веома рано је остао без родитеља. Никад није званично усвојен, али је одрастао са Џоном и Франсис Алан у Вирџинији. Проблеми са овом породицом почели су онда када је Едгар Алан По кренуо на универзитет. Почео је да се коцка и задужује, што је породици стварало велике проблеме. Више нису имали средстава да га школују. Он одлази у војску након чега започиње своју каријену као писац и пјесник. Због финансијских проблема често се селио, а у једном од градова се и оженио својом тринаестогодишњом рођаком. Нажалост тај брак није био сретан јер је она убрзо умрла од туберкулозе. Био је и остао познат по својој мистичности и веома мрачном начину писања.

## Анализа
У овој пјесми Едгар Алан По говори о пролазности живота. Централно питање са којим и завршава обје строфе је да ли је заиста све оно што нас окружује заправо пролазно и краткотрајно као сан. Строфе приказују двије различите слике, али их повезује иронична пролазност природе коју осликавају.

### Прва строфа
У првој строфи пјесник пјева о растанку са вољеном особом. Мисаона је и прожета свечаним тоном. Она је та која њега оставља и наглашен је осјећај коначности и краја њихове љубави.

### Друга строфа
Друга строфа је доста другачија и више је лична у односу на прву. Осликава унутрашње стање пјесника и питања која га изједају изнутра. Прожета је мучним узвицима и вапајима. У њој нам је приказана слика пјесника који стоји на обали мора и држи пуну шаку пијеска који му пролази кроз прсте док их он све чвршће покушава задржати. Он је немоћан и узалуд вапи Богу. Ово је такође метафора за пролазност живота и свега што нас окружује.
На крају се ове двије пролазности, пролазност живота и љубави, сажимају и добијамо утисак сна.